# 宋庄镇 (连云港市)
宋庄镇为江苏省连云港市赣榆区下辖镇，濒临海州湾，与连云港港口隔海相望。
截至2007年，总面积76平方千米，辖12个行政村，3.3万口人，耕地面积1200公顷，拥有海岸线13千米，境内的三洋港为深水不冻港码头。

## 经济
2007年，全镇国内生产总值3.14亿元，农民人均纯收人6898元。

## 行政区划
以下详细区划及数据采用2007年底统计信息。
2007年底，总面积76平方千米，辖12个行政村。

### 范口村
有2个村民小组，357户，1377口人。耕地面积40.6公顷，滩涂复垦面积66.6公顷。2007工农业总产值1755万元，人均纯收人6933元。

### 郑庄村
由东郑村、西郑村合并而成。有4个村民小组，547户，1947口人。耕地面积67.4公顷，淡水鱼塘24公顷，对虾塘26.67公顷。2007年工农业总产值7158万元，人均纯收人6200元。有华云饲料公司、郑庄冷库、三洋港修造船厂等大中小企业7家。有大马力捕捞渔船35艘，主要作业方式为定置网生产，主要捕捞虾皮、海蟹等水产品。从事渔业生产的劳动力600余人，企业吸纳劳动力160人。

### 三店村
由孙店、范店、吴店3个自然村合并。7个村民小组，696户，2369口人。耕地面积165.53公顷，淡水鱼塘11.8公顷，对虾塘5.33公顷。2007年工农业总产值3572万元，人均纯收人6698元。

### 柳杭村
有6个村民小组，783户，2879口人。耕地面积86.8公顷，淡水鱼塘11.6公顷，对虾塘3.33公顷。2007工农业总产值3550万元，人均纯收人6916元。村办企业运行良好，建有柳美酱制品厂、煤球厂、有机肥厂等。

### 宋庄村
有8个村民小组，803户，2961口人。耕地面积119，27公顷，淡水鱼塘37.47公顷，对虾塘18.8公顷。2007工农业总产值3318万元，人均纯收人6940元。

### 任庄村
有4个村民小组，科5户，1579口人。耕地面积68.27公顷。2007工农业总产值4220万元，人均纯收人7021元。

### 三洋港村
由汪庄、孟庄两个自然村合并而成。有3个村民小组，721户，2839口人。耕地面积81.7公顷，淡水鱼塘0.6公顷，对虾塘51.7公顷。有小型烘干厂2个，饵料厂2个。2007工农业总产值6737万元，人均纯收人6761元。

### 刘郭村
有6个村民小组，443户，1797口人。耕地面积73.27公顷，淡水鱼塘31.87公顷，沿海滩涂59.73公顷。2007工农业总产值2084万元，人均纯收人6811元。

### 郑园村
有2个村民小组，311户，1336口人。耕地面积86.7公顷，淡水鱼塘20公顷。2007工农业总产值3090万元，人均纯收人6777元。拥有淡水鱼虾混养面积20公顷，瓜套棉23公顷，稻田养蟹12公顷。

### 邵庄村
有3个村民小组，393户，1589口人。耕地面积77.77公顷，沿海滩涂面积54公顷。2007工农业总产值9434万元，人均纯收人6966元。建有冷冻加工厂、面粉加工厂、隘蛙加工厂。

### 四新村
由四新村、三沱村合并而成。有7个村民小组，918户，3626口人。耕地面积136.53公顷。2007工农业总产值1.54亿元，人均纯收人6912元。四新村以海洋养殖业和捕捞业为主，拥有2000立方米水体育苗场2家，外商投资300万元新建大菱虾苗场1家。同时建有誉达外墙保温材料有限公司及三沱砖瓦厂。

### 沙口村
由沙口村、头沱村合并而成。有3个村民小组，430户，1755口人。耕地面积55.73公顷，扣蟹大棚l60个，鱼池面积11公顷，对虾、蛙子、海蓄混养塘105.24公顷。育苗场4家，拥有育苗水体4000立方米。生产容量100吨的冷冻加工厂1家，水泥制品厂1家，新建沙口修造船厂1家，饵料加工厂2个。2007年工农业总产值5397万元，人均纯收人6984元。

## 企业
- 连云港富裕食品有限公司
- 连云港天天海藻工业有限公司
- 连云港连大管桩工程有限公司
- 连云港华云饲料有限公司